# Napoleone che riceve le chiavi di Vienna
Napoleone nell'atto di ricevere le chiavi della città di Vienna, o più semplicemente Napoleone che riceve le chiavi di Vienna (Napoleon recoit les cles de la ville de Vienne), è un dipinto di storia a olio su tela del pittore francese Anne-Louis Girodet de Roussy-Trioson, realizzato nel 1808.
Fu la prima commissione ricevuta da Girodet da parte delle autorità durante il periodo napoleonico. Venne commissionato per essere esposto al palazzo delle Tuileries a Parigi e venne esposto al Salone del 1808 al Louvre. Attualmente l'opera si trova alla reggia di Versailles.

## Descrizione
La tela ritrae un evento svoltosi il 13 novembre del 1805, durante la guerra della Terza coalizione, quando l'imperatore dei francesi Napoleone ricevette le chiavi della città di Vienna al palazzo di Schönbrunn da parte del sindaco della città Stephan von Wohlleben. Nel dipinto sono anche presenti i marescialli francesi Jean-Baptiste Bessières, Louis-Alexandre Berthier e Gioacchino Murat, come pure Géraud Duroc e Roustam Raza. All'evento assiste anche la gente del popolo, incluse delle donne e due bambini che si stanno arrampicando su un albero nelle vicinanze. Qualche settimana dopo, Napoleone avrebbe ottenuto la sua vittoria decisiva nella battaglia di Austerlitz.